# Vlag van Cañar

Vlag van Cañar

De vlag van Cañar is een horizontale driekleur bestaande uit de kleurencombinatie blauw-geel-rood. In sommige versies wordt het wapen van Cañar in de vlag geplaatst. De vlag keurde de Provinciale Raad van Cañar op 23 april 1954 de verordening goed die de provinciale symbolen toekende. De blauwe kleur symboliseert de hoogheid van zijn idealen, geel de landbouw- en mijnbouwrijkdom en rood de harten van de inwoners vol enthousiasme en geloof in een glorieuze toekomst.

Vlag van Canar volgens Smith

Volgens Spectrum Vlaggenboek meldt dat de vlag bestaat uit drie ongelijke horizontale driekleur met dunnere baan in het midden (ongeveer 3:2:3) van donkerder blauw, geel en rood. De vlag heeft een hoogte-breedteverhouding van 1:2.